# Open Geosciences
Open Geosciences est un journal scientifique évalué par les pairs (« peer-reviewed ») en libre accès couvrant tous les aspects des sciences de la Terre. Il est publié par De Gruyter Open et son rédacteur en chef est Piotr Jankowski de l'Université de San Diego.

## Description
Le journal est créé en 2009 sous le nom de Central European Journal of Geosciences, co-publié par Versita et Springer Science+Business Media. En 2014, le journal est déplacé vers De Gruyter Open. 
Il change de nom pour son nom actuel en 2015 et passe en accès libre.
D'après le Journal Citation Reports, le facteur d'impact de ce journal était de 1,467 en 2021, se classant ainsi 168e dans la catégorie relative aux géosciences.

## Indexation
Le journal et ses résumés sont indexés par les services suivants :
- Scopus
- Solid States and Superconductivity Abstracts
- GeoRef
- Google Scholar
- SCImago Journal Rank
- WorldCat
- ReadCube
- Astrophysics Data System
- Index Copernicus
- Directory of Open Access Journals (DOAJ)
- Current Contents - Clarivate Analytics (anciennement Thomson Reuters)
- Journal Citation Reports - Clarivate Analytics (anciennement Thomson Reuters)
- Science Citation Index Expanded (SCI) - Clarivate Analytics (anciennement Thomson Reuters)